# Wanniyala
Wanniyala är ett släkte av spindlar. Wanniyala ingår i familjen dallerspindlar.
Kladogram enligt Catalogue of Life:
| Wanniyala | \| \| Wanniyala agrabopath \| \| \| \| \| \| Wanniyala hakgala \| \| \| \| |
|           | \| \| Wanniyala agrabopath \| \| \| \| \| \| Wanniyala hakgala \| \| \| \| |
|           | Wanniyala agrabopath                                                       |
|           |                                                                            |
|           | Wanniyala hakgala                                                          |
|           |                                                                            |